# Nauplius

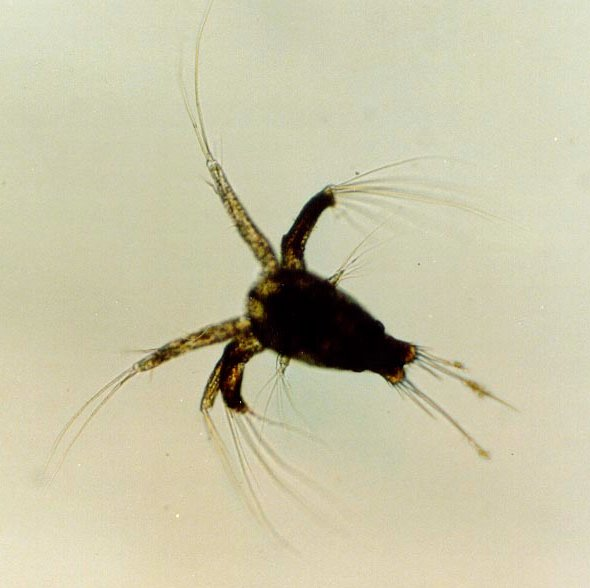
Nauplius eines Zehnfußkrebses

Als Nauplius (Plural Nauplien) oder Naupliuslarve wird die Primärlarve (Eilarve) der Krebstiere bezeichnet, die durch drei Beinpaare und ein unpaares medianes Auge (Naupliusauge) gekennzeichnet ist. Diese typische Larve ist ein Merkmal, das die Zusammenstellung aller Krebse in eine Gruppe (Taxon) rechtfertigt, da es bei allen Krebsen mit Ausnahme der Zungenwürmer (Pentastomida) zumindest während der Entwicklung im Ei zu finden ist. Entsprechend stellt dieses Merkmal eine Autapomorphie der Krebstiere dar. 
Die Bezeichnung geht auf O. F. Müller zurück. Bei dem antiken Gelehrten Plinius ist „Nauplius“ ein Wassertier, das seine Schale wie ein Segel gebraucht.

## Habitus
Nauplien haben einen kugeligen bis eiförmigen Habitus und besitzen im Gegensatz zu den ausgewachsenen Krebsen nur drei Extremitätenpaare (erste Antenne, zweite Antenne und Mandibel). Besonders auffällig ist dabei die zu großen Schwimmbeinen umgebaute zweite Antenne. Ein charakteristisches Merkmal des Nauplius ist sein einfach vorhandenes Auge (Ocellus), zentral auf der Stirn gelegen, das aus drei Pigmentbecherocellen besteht und als Naupliusauge bezeichnet wird. Die Mundöffnung wird bei den meisten Nauplien von einer großen Oberlippe (Labrum) überdeckt. Das Hinterende der Larve bildet die Rumpf-Telson-Anlage, aus der im weiteren Entwicklungsgang über teloblastisches Wachstum neue Segmente mit Beinpaaren sprießen (Anamerie).

## Entwicklung
Der Nauplius bildet bei vielen Kleinkrebsen mit kleinen Eiern das Schlupfstadium, bei anderen Krebsen stellt der Nauplius nur eine frühe Larvenform im Ei dar. Die Entwicklung der Nauplien zum fertigen, adulten Krebs verläuft bei den verschiedenen Krebsgruppen unterschiedlich, über bis zu acht Naupliusstadien. 
Bei den ursprünglicheren Taxa verläuft die Entwicklung der Larve über mehrere Häutungen, wobei jeweils weitere Segmente und Beinpaare zugefügt werden. Im Verlauf seines Wachstums entsteht eine Metanauplius-Larve, bei der nur die ersten drei Gliedmaßenpaare arbeiten, aber weitere Extremitäten als funktionsunfähige Anlagen vorliegen.
Andere Taxa zeichnen sich durch eine Metamorphose und verschiedene typische Larvenformen aus. So bilden die Ruderfußkrebse (Copepoda) nach sechs klassischen Naupliusstadien unvermittelt eine Larve, die den Adulten bereits sehr ähnlich sieht und als Copepodit bezeichnet wird. Nach fünf weiteren Copepodit-Stadien ist die Entwicklung abgeschlossen. 
Eine sehr große Veränderung machen die Larven der meisten Zehnfußkrebse (Decapoda) durch. Bei ihnen schlüpft die Larve bereits in einem weit fortgeschrittenen Stadium, der Zoëa-Larve, aus dem Ei. Die adulten Krebse entwickeln sich über eine umgreifende Metamorphose. 
Ebenfalls eine solche Komplettumgestaltung, allerdings in sehr viel drastischerer Form, findet man bei den festsitzenden Rankenfußkrebsen (Entenmuscheln, Seepocken) und den Wurzelkrebsen, bei denen die Entwicklung von einer freischwimmenden (planktischen) Nauplius-Form über eine Cypris-Larve zum Adultus stattfindet.

## Lebensweise
Bis auf wenige Ausnahmen sind Nauplien planktisch und bewegen sich in vertikaler Körperhaltung. Hierfür schlagen Antenna und Mandibel in metachronen Rhythmus. Die Antennula dienen der Balance. Als Nahrung dient frei schwimmenden Nauplien winziges Plankton, das hauptsächlich mit den Mandibel eingefangen wird. 

## Aquaristik
Nauplien von Salzkrebschen Artemia sp. werden von Aquarianern gerne als Fischfutter verwendet.